# Reconocimiento internacional de la independencia de Abjasia y Osetia del Sur

Georgia, Rusia, Osetia del Sur y Abjasia.

El reconocimiento internacional de la independencia de Osetia del Sur y Abjasia se inició el 26 de agosto de 2008, cuando el Presidente de Rusia Dmitri Medvédev reconoció a las dos repúblicas tras la guerra de Osetia del Sur.
Dmitri Medvédev apeló al llamado de otros estados para que reconozcan la independencia de Osetia del Sur y Abjasia. La tensión entre Rusia y la Unión Europea subió de tono tras el reconocimiento de la independencia de estas dos naciones.

## Argumentos legales
Rusia argumentó que su decisión de reconocer a Abjasia y Osetia del Sur se basa en las disposiciones de la Carta de las Naciones Unidas, la declaración de 1970 sobre los principios del derecho internacional relativos a las relaciones amistosas entre los estados, el Acta de Helsinki y otros documentos internacionales.
Algunos expertos tienen en cuenta la historia de la disolución de la Unión Soviética para considerar que la independencia de Abjasia y Osetia del Sur es totalmente correcta desde el punto de vista del Derecho. Como base legal citan el artículo 3 de la ley de la Unión Soviética "Sobre la salida de una república de la Unión de la URSS". Tanto Abjasia como Osetia del Sur eran autónomas dentro de la República Socialista Soviética de Georgia y no tenían derecho a independizarse de la misma salvo que la propia Georgia decidiera abandonar la Unión Soviética. En ese caso las regiones autónomas tenían el derecho a decidir por sí mismas su estatus. Estas regiones decidieron quedarse en la Unión Soviética, y por tanto cuando el 9 de abril de 1991 Georgia se independizó, Abjasia y Osetia del Sur permanecían bajo la jurisdicción soviética. Esta argumentación también fue utilizada por Rusia a nivel oficial en el Consejo de Seguridad de Naciones Unidas.

## Estados que han reconocido oficialmente la independencia de Abjasia y/u Osetia del Sur

Abjasia y Osetia del Sur
Estados que reconocen formalmente la independencia de Abjasia y Osetia del Sur.
Estados que reconocen formalmente la independencia solamente de Abjasia.
Estados que reconocen formalmente la independencia solamente de Osetia del Sur.
Estados que actualmente no reconocen la independencia de Abjasia y Osetia del Sur.

### Estados miembros deNaciones Unidas
|   | País      | Reconocimiento diplomático     | Relaciones diplomáticas |
| - | --------- | ------------------------------ | --- |
| 1 | Rusia     | 26 de agosto de 2008           | El presidente Dmitri Medvédev dio instrucciones al Ministerio de Relaciones Exteriores para el establecimiento de representaciones diplomáticas en las repúblicas independientes de Osetia del Sur y Abjasia. |
| 2 | Nicaragua | 3 de septiembre de 2008        | El presidente de Nicaragua, Daniel Ortega reconoció la independencia de las repúblicas de Abjasia y Osetia del Sur en el 29° aniversario del Ejército de Nicaragua. |
| 3 | Venezuela | 10 de septiembre de 2009       | El presidente Hugo Chávez, durante un encuentro en Moscú con su homólogo ruso Dmitri Medvédev, declaró que "a partir de hoy" (10 de septiembre) Venezuela reconoce la independencia de Abjasia y Osetia del Sur. |
| 4 | Nauru     | 15 de diciembre de 2009        | Nauru reconoce la independencia de Abjasia y Osetia del Sur. El 15 de diciembre el ministro nauruano de Exteriores, Kieren Keke, y su homólogo abjasio, Sergei Shamba, firmaron en Sujumi el acuerdo sobre el establecimiento de las relaciones diplomáticas entre ambos países. Al día siguiente, el 16 de diciembre, Nauru estableció relaciones diplomáticas con Osetia del Sur. |
| * | Vanuatu   | 23 de mayo de 2011 (a Abjasia) | En una entrevista concedida a RT, el 31 de mayo de 2011, Maxim Gvinjia, Ministro de Asuntos Exteriores de Abjasia, anunció que la nación del Pacífico, Vanuatu, el 23 de mayo de 2011 reconoció la independencia de Abjasia y estableció relaciones diplomáticas y un régimen sin visados de viaje con Abjasia. El 7 de junio de 2011, el gobierno de Vanuatu, confirmó que reconoció a Abjasia, una copia de la declaración conjunta sobre el establecimiento de relaciones diplomáticas fue liberada a los medios de comunicación. El 19 de junio de 2011, el nuevo primer ministro interino de Vanuatu, Edward Natapei de Vanuatu anunció que se retiraba el reconocimiento de Vanuatu para Abjasia, y que iba a tratar de establecer relaciones con Georgia, reconociendo la soberanía de Georgia sobre Abjasia. Sin embargo, el 26 de junio Sato Kilman fue reelegido primer ministro y el 12 de julio el canciller Alfred Carlot reconfirmó el reconocimiento de Vanuatu a Abjasia, aunque señaló que Vanuatu estaba todavía en el proceso de establecimiento de relaciones diplomáticas con Abjasia. El 20 de mayo de 2013 el primer ministro, Moana Canales Kalosil, confirmó que Vanuatu había retirado su reconocimiento a Abjasia. |
| * | Tuvalu    | 18 de agosto de 2011           | El 31 de marzo de 2014, Georgia y Tuvalu firmaron un acuerdo para establecer relaciones diplomáticas y consulares. Fue firmado por el ministro de Protección Ambiental, Asuntos Exteriores, Trabajo y Comercio de Tuvalu y el ministro de Exteriores de Georgia Maya Panjikidze, durante la visita de una delegación de Tuvalu a Georgia. En el acuerdo, Tuvalu reconoció la integridad territorial de Georgia y retiró los reconocimientos de Abjasia y Osetia del Sur como repúblicas. |
| 5 | Siria     | 29 de mayo de 2018             | El presidente sirio, Bashar al-Ásad, acusó a Estados Unidos de aplicar un "doble rasero" hacia Abjasia y Osetia del Sur, afirmando que Occidente "ignora por alguna razón los derechos del pueblo de Abjasia y Osetia del Sur". Ásad también agregó: "En una situación en la que Georgia comenzó la guerra, la posición de Rusia ... tenía toda la razón". El presidente sirio también afirmó que Siria comprende la esencia de la posición rusa y considera que su reacción militar es una respuesta. a la provocación del lado georgiano. En 2015, el ministro de Relaciones Exteriores de Abjasia, Vyacheslav Chirikba, se reunió con el embajador sirio en Rusia, Riad Haddad, en Moscú y los dos diplomáticos discutieron las relaciones bilaterales. Chirikba dijo después que "había un gran interés de ambas partes en fortalecer y profundizar las relaciones entre Siria y Abjasia. ¿Esto conducirá al final al reconocimiento por parte de Siria de Abjasia [independendiente]? Creo que todo es posible, pero esta es la decisión soberana del lado sirio ". En mayo de 2018, el gobierno sirio reconoció la independencia de Abjasia y Osetia del Sur.                                                                           |

#### Otros estados
|   | País                                 | Reconocimiento diplomático | Relaciones diplomáticas |
| - | ------------------------------------ | -------------------------- | --- |
| 1 | Abjasia Osetia del Sur               | 17 de noviembre de 2006    | Reconocimiento mutuo entre Abjasia, Osetia del Sur y Transnistria. |
| 2 | Transnistria                         | 17 de noviembre de 2006    | Reconocimiento mutuo entre Abjasia, Osetia del Sur y Transnistria. |
| 3 | República de Nagorno Karabaj         | 17 de noviembre de 2007    | Reconocimiento mutuo entre Abjasia y Nagorno Karabaj. Artsaj dejó de existir el 1 de enero de 2024.                                                                                |
| 4 | República Árabe Saharaui Democrática | 30 de septiembre de 2010   | Reconoció solamente a Osetia del Sur. |
| 5 | República Popular de Donetsk         | 27 de junio de 2014        | Después de recibir el reconocimiento de Osetia del Sur en 2014, la República Popular de Donetsk correspondió al reconocimiento y reconoció además a Abjasia el 11 de mayo de 2015. |
| 6 | República Popular de Lugansk         | 18 de junio de 2014        | Tras recibir el reconocimiento diplomático de Osetia del Sur en 2014, la República Popular de Luhansk (RPL) lo hizo el 28 de enero de 2015.                                        |

## Estados que han expresado su intención de reconocer formalmente la independencia de Abjasia y Osetia del Sur

### Estados miembros deNaciones Unidas
|   | País        | Fecha                | Relaciones diplomáticas |
| - | ----------- | -------------------- | --- |
| 1 | Bielorrusia | 30 de agosto de 2008 | El embajador bielorruso en Moscú, Vasili Dolgolev, expresó la intención del gobierno bielorruso de reconocer la independencia de Abjasia y Osetia del Sur lo antes posible. |

## Estados que no reconocen oficialmente la independencia de Abjasia y Osetia del Sur
| - Albania - Armenia - Alemania - Australia - Austria - Azerbaiyán - Bélgica - Bulgaria - Canadá - China - Chipre - Croacia - Dinamarca - Eslovaquia - Eslovenia | - España - Estados Unidos - Estonia - Francia - Finlandia - Georgia - Grecia - Hungría - Irlanda - Indonesia - Israel - Islandia - Italia - Japón - Letonia |  | - Lituania - Luxemburgo - México - Moldavia - Panamá - Polonia - Portugal - Reino Unido - República Checa - Rumania - Serbia - Somalia - Suecia - Turquía - Ucrania |